# ニオイタデ
ニオイタデ（香蓼、学名：Persicaria viscosa）は、タデ科イヌタデ属（またはタデ属）の一年生植物。

## 特徴
花期は8～10月で茎や葉などに開出毛や黄色く短い線毛があり、酢酸アルミニウムに似た匂いがする。
草原などで稀に見かける。

## ニオイタデが登場する物語など
- 黒い春（幻冬舎　山田宗樹）

## 関連事項
- オンタデ属
- ミズヒキ属
- ソバ属
- イヌタデ属
- 草の一覧